# Evansville (Indiana)
Evansville è un comune (city) degli Stati Uniti d'America e capoluogo della contea di Vanderburgh nello Stato dell'Indiana. La popolazione era di 117 429 abitanti al censimento del 2010, il che la rende la terza città più popolosa dello stato, la città più grande dell'Indiana meridionale, e la 208ª città più popolosa della nazione.

## Geografia fisica
Secondo lo United States Census Bureau, ha un'area totale di 44,62 mi² (115,57 km²).

## Storia
La città venne fondata il 22 ottobre 1812, incorporata nel 1817, e ha ricevuto l'atto costitutivo nel 1847.

## Società

### Evoluzione demografica
Secondo il censimento del 2010, la popolazione era di 117 429 abitanti.

### Etnie e minoranze straniere
Secondo il censimento del 2010, la composizione etnica della città era formata dall'81,98% di bianchi, il 12,57% di afroamericani, lo 0,27% di nativi americani, lo 0,99% di asiatici, lo 0,07% di oceaniani, l'1,30% di altre razze, e il 2,83% di due o più etnie. Ispanici o latinos di qualunque razza erano il 2,57% della popolazione.